# مسجد ماژان
مسجد ماژان مربوط به دوره قاجار است و در شهرستان خوسف، بخش ماژان واقع شده و این اثر در تاریخ ۲۳ شهریور ۱۳۸۲ با شمارهٔ ثبت ۱۰۱۸۶ به‌عنوان یکی از آثار ملی ایران به ثبت رسیده است.